# Championnat d'Italie de football de troisième division 2021-2022
Navigation
Serie C 2020-2021 Serie C 2022-2023
La saison 2021-2022 du championnat d'Italie D3, en italien Serie C, est organisée en trois poules de 20 équipes.
C'est la 8e édition du championnat italien organisée par la Lega Italiana Calcio Professionistico, au sein d'une division unique, le championnat porte à nouveau le nom d'origine de Serie C.

## Déroulement de la saison
Les trois vainqueurs de groupe sont promus directement en Serie B, un play off national détermine en fin de saison un quatrième promu.
Dans chaque groupe les clubs classés de la 4e à la 10e place disputent un play-off, les deux vainqueurs sont qualifiés pour le play-off national.
Les clubs classés deuxième et troisième sont qualifiés directement pour le play-off national.
La finale du play-off national se dispute en matchs aller et retour.

## Compétition
Une victoire rapporte 3 point, un match nul, 1 point, une défaite, 0 point et un forfait, 0 point. Au bout de trois forfait, le club est exclu du championnat et est relégué en 9e division.

### Groupe A
| Rang | Équipe                | Pts  | J  | G  | N  | P  | Bp | Bc | Diff |
| ---- | --------------------- | ---- | -- | -- | -- | -- | -- | -- | ---- |
| 1    | FC Südtirol           | 90   | 38 | 27 | 9  | 2  | 49 | 9  | +40  |
| 2    | Calcio Padova         | 85   | 38 | 25 | 10 | 3  | 60 | 26 | +34  |
| 3    | FeralpiSalò           | 69   | 38 | 20 | 9  | 9  | 56 | 29 | +27  |
| 4    | AC Renate             | 62   | 38 | 18 | 8  | 12 | 59 | 43 | +16  |
| 5    | Triestina             | 55   | 38 | 15 | 10 | 13 | 41 | 41 | 0    |
| 6    | Calcio Lecco 1912     | 55   | 38 | 16 | 7  | 15 | 51 | 42 | +9   |
| 7    | Pro Verceil 1892      | 55   | 38 | 14 | 13 | 11 | 41 | 40 | +1   |
| 8    | Juventus rés.         | 54   | 38 | 15 | 9  | 14 | 43 | 43 | 0    |
| 9    | Plaisance Calcio 1919 | 50   | 38 | 12 | 14 | 12 | 44 | 46 | -2   |
| 10   | US Pergolettese 1932  | 46-1 | 38 | 12 | 11 | 15 | 42 | 55 | -13  |
| 11   | Pro Patria            | 45   | 38 | 10 | 15 | 13 | 38 | 45 | -7   |
| 12   | UC AlbinoLeffe        | 45   | 38 | 10 | 15 | 13 | 42 | 43 | -1   |
| 13   | Virtus Verona         | 45   | 38 | 9  | 18 | 11 | 35 | 38 | -3   |
| 14   | Fiorenzuola P         | 43   | 38 | 11 | 10 | 17 | 33 | 48 | -15  |
| 15   | Mantoue 1911          | 42   | 38 | 9  | 15 | 14 | 37 | 42 | -5   |
| 16   | AC Trento P           | 42   | 38 | 9  | 15 | 14 | 31 | 36 | -5   |
| 17   | Pro Sesto 1913        | 38   | 38 | 8  | 14 | 16 | 33 | 46 | -13  |
| 18   | Seregno P             | 34   | 38 | 7  | 13 | 18 | 41 | 55 | -14  |
| 19   | AS Giana Erminio      | 34   | 38 | 6  | 16 | 16 | 25 | 41 | -16  |
| 20   | Legnago               | 30   | 38 | 7  | 9  | 22 | 32 | 65 | -33  |

| Légende : Qualifications et relégations | Légende : Qualifications et relégations       |
| --------------------------------------- | --------------------------------------------- |
|                                         | Promu en Serie B                              |
|                                         | Qualification pour les barrages de promotion  |
|                                         | Qualification pour les barrages de relégation |
|                                         | relégation en Serie D                         |
|                                         | P : Promu de Serie D R : relégué de Serie B   |

- Dans le groupe A, le deuxième, le troisième et le quatrième se qualifient pour le play-off national.
- A l'issue des play-offs, Triestina et Juventus U23 se qualifient pour le play-off national.

### Groupe B
| Rang | Équipe                        | Pts | J  | G  | N  | P  | Bp | Bc | Diff |
| ---- | ----------------------------- | --- | -- | -- | -- | -- | -- | -- | ---- |
| 1    | Modène Football Club 2018     | 88  | 38 | 27 | 7  | 4  | 69 | 25 | +44  |
| 2    | AC Reggiana R                 | 86  | 38 | 25 | 11 | 2  | 72 | 26 | +46  |
| 3    | Cesena FC                     | 67  | 38 | 18 | 13 | 7  | 53 | 31 | +22  |
| 4    | Virtus Entella R              | 65  | 38 | 19 | 8  | 11 | 62 | 40 | +22  |
| 5    | Delfino Pescara 1936 R        | 65  | 38 | 17 | 14 | 7  | 56 | 41 | +15  |
| 6    | Ancona-Matelica               | 57  | 38 | 16 | 9  | 13 | 61 | 50 | +11  |
| 7    | Gubbio                        | 52  | 38 | 12 | 16 | 10 | 53 | 44 | +9   |
| 8    | Lucchese 1905                 | 50  | 38 | 12 | 14 | 12 | 39 | 39 | 0    |
| 9    | Olbia Calcio 1905             | 46  | 38 | 11 | 13 | 14 | 44 | 47 | -3   |
| 10   | Carrarese Calcio              | 45  | 38 | 10 | 15 | 13 | 39 | 55 | -16  |
| 11   | Vis Pesaro dal 1898           | 45  | 38 | 11 | 12 | 15 | 35 | 56 | -21  |
| 12   | Aquila 1902 Montevarchi P     | 45  | 38 | 12 | 9  | 17 | 41 | 55 | -14  |
| 13   | ACN Sienne 1904               | 44  | 38 | 10 | 14 | 14 | 40 | 41 | -1   |
| 14   | Pontedera                     | 43  | 38 | 11 | 10 | 17 | 38 | 56 | -18  |
| 15   | Teramo                        | 42  | 38 | 10 | 12 | 16 | 36 | 57 | -21  |
| 16   | Viterbese Castrense           | 39  | 38 | 8  | 15 | 15 | 44 | 51 | -7   |
| 17   | Imolese Calcio 1919           | 37  | 38 | 8  | 13 | 17 | 42 | 56 | -14  |
| 18   | US Pistoiese                  | 36  | 38 | 8  | 12 | 18 | 40 | 59 | -19  |
| 19   | Fermana FC                    | 35  | 38 | 7  | 14 | 17 | 31 | 49 | -18  |
| 20   | Unione Sportiva Grosseto 1912 | 30  | 38 | 5  | 15 | 18 | 30 | 47 | -17  |

| Légende : Qualifications et relégations | Légende : Qualifications et relégations                     |
| --------------------------------------- | ----------------------------------------------------------- |
|                                         | Promu en Serie B                                            |
|                                         | Qualification pour les barrages de promotion                |
|                                         | Exclusion du football italien pour défaillances financières |
|                                         | relégation en Serie D                                       |
|                                         | P : Promu de Serie D R : relégué de Serie B                 |

- AC Reggiana et Cesena FC sont directement qualifié pour le play-off national.
- A l'issue des play-offs, Delfino Pescara 1936 et Virtus Entella se qualifient pour le play-off national.

### Groupe C
| Rang | Équipe                | Pts  | J  | G  | N  | P  | Bp | Bc | Diff |
| ---- | --------------------- | ---- | -- | -- | -- | -- | -- | -- | ---- |
| 1    | Bari                  | 75   | 36 | 22 | 9  | 5  | 52 | 26 | +26  |
| 2    | Catanzaro             | 67   | 36 | 19 | 10 | 7  | 57 | 26 | +31  |
| 3    | Palerme Football Club | 66   | 36 | 18 | 12 | 6  | 64 | 33 | +31  |
| 4    | US Avellino           | 64   | 36 | 17 | 13 | 6  | 45 | 26 | +19  |
| 5    | Monopoli              | 59   | 36 | 17 | 8  | 11 | 38 | 31 | +7   |
| 6    | Virtus Francavilla    | 56   | 36 | 16 | 8  | 12 | 48 | 38 | +10  |
| 7    | Calcio Foggia 1920    | 54   | 36 | 13 | 15 | 8  | 62 | 51 | +11  |
| 8    | Turris                | 52   | 36 | 16 | 4  | 16 | 52 | 49 | +3   |
| 9    | Monterosi P           | 51   | 36 | 13 | 12 | 11 | 40 | 38 | +2   |
| 10   | AZ Picerno P          | 50   | 36 | 14 | 8  | 14 | 41 | 45 | -4   |
| 11   | Juve Stabia           | 49-2 | 36 | 13 | 12 | 11 | 44 | 36 | +8   |
| 12   | Latina Calcio 1932    | 45   | 36 | 12 | 9  | 15 | 37 | 42 | -5   |
| 13   | Campobasso P          | 44   | 36 | 11 | 11 | 14 | 51 | 62 | -11  |
| 14   | ACR Messine P         | 39   | 36 | 10 | 9  | 17 | 40 | 57 | -17  |
| 15   | Tarente FC P          | 39   | 36 | 8  | 15 | 13 | 31 | 40 | -9   |
| 16   | Potenza               | 37   | 36 | 8  | 13 | 15 | 37 | 51 | -14  |
| 17   | Fidelis Andria P      | 30   | 36 | 6  | 12 | 18 | 26 | 45 | -19  |
| 18   | Paganese              | 26   | 36 | 6  | 8  | 22 | 36 | 69 | -33  |
| 19   | Vibonese              | 21   | 36 | 3  | 12 | 21 | 24 | 60 | -36  |
| 20   | Catane                | 0    | 0  | 0  | 0  | 0  | 0  | 0  | 0    |

| Légende : Qualifications et relégations | Légende : Qualifications et relégations                       |
| --------------------------------------- | ------------------------------------------------------------- |
|                                         | Promu en Serie B                                              |
|                                         | Qualification pour les barrages de promotion                  |
|                                         | Exclusion du football italien pour défaillances d'entreprises |
|                                         | relégation en Serie D                                         |
|                                         | P : Promu de Serie D R : relégué de Serie B                   |

- Catane a deux pénalités de deux points [1], puis sera exclu à la 36e journée pour faillite, tous ses résultats sont annulés.
- Catanzaro et Palerme sont directement qualifiés pour le play-off national.
- A l'issue des play-offs, Monopoli et Foggia se qualifient pour le play-off national.

### Play-offs

#### Premier tour
Les matchs se déroulent le 8 et le 12 mai 2022.
| Match | Équipe 1             | Résultat | Équipe 2              | Aller | Retour |
| ----- | -------------------- | -------- | --------------------- | ----- | ------ |
| 1     | Delfino Pescara 1936 | 4 - 5    | FeralpiSalò           | 3 - 3 | 1 - 2  |
| 2     | Calcio Foggia 1920   | 2 - 2    | Virtus Entella        | 1 - 0 | 1 - 2  |
| 3     | Triestina            | 2 - 3    | Palerme Football Club | 1 - 2 | 1 - 1  |
| 4     | Monopoli             | 4 - 2    | Cesena FC             | 1 - 2 | 3 - 0  |
| 5     | Juventus rés.        | 2 - 1    | AC Renate             | 1 - 1 | 1 - 0  |

- En cas d'égalité sur les deux matchs, le club le mieux placé en championnat est qualifié pour le tour suivant.

#### Deuxième tour
Les matchs se déroulent le 17 et le 21 mai 2022.
| Match | Équipe 1       | Résultat | Équipe 2              | Aller | Retour |
| ----- | -------------- | -------- | --------------------- | ----- | ------ |
| 1     | Juventus rés.  | 1 - 1    | Calcio Padova         | 0 - 1 | 1 - 0  |
| 2     | FeralpiSalò    | 3 - 1    | AC Reggiana           | 1 - 0 | 2 - 1  |
| 3     | Monopoli       | 1 - 3    | Catanzaro             | 1 - 2 | 0 - 1  |
| 4     | Virtus Entella | 3 - 4    | Palerme Football Club | 1 - 2 | 2 - 2  |

#### Demi-finale
| Match | Équipe 1    | Résultat | Équipe 2              | Aller | Retour |
| ----- | ----------- | -------- | --------------------- | ----- | ------ |
| 1     | Catanzaro   | 1 - 2    | Calcio Padova         | 0 - 0 | 1 - 2  |
| 2     | FeralpiSalò | 0 - 4    | Palerme Football Club | 0 - 3 | 0 - 1  |

#### Finale
Les matchs se déroulent le 5 juin et le 12 juin 2022.
| Match | Équipe 1      | Résultat | Équipe 2              | Aller | Retour |
| ----- | ------------- | -------- | --------------------- | ----- | ------ |
| 1     | Calcio Padova | 0 - 2    | Palerme Football Club | 0 - 1 | 0 - 1  |